# Neophylax stolus
Neophylax stolus är en nattsländeart som beskrevs av Ross 1938. Neophylax stolus ingår i släktet Neophylax och familjen Uenoidae. Inga underarter finns listade i Catalogue of Life.